# Hannes Aigner
Hannes Aigner, född den 19 mars 1989 i Augsburg, Tyskland, är en tysk kanotist.
Han tog OS-brons i K-1 i slalom i samband med de olympiska kanottävlingarna 2012 i London.
Vid olympiska sommarspelen 2020 i Tokyo tog Aigner brons i K-1 i slalom.